# 喙肱肌
喙肱肌（coracobrachialis muscle）是臂中上部的一块骨骼肌。它起自肩胛骨的喙突，止于肱骨内侧中三分之一，受肌皮神经支配，起内收和弯曲手臂的作用。

## 结构

### 起止
喙肱肌和肱二头肌短头均起自肩胛骨喙突顶点的深面，但喙肱肌的附着点更深。喙肱肌还起自于肱二头肌的近端肌腱。它通过扁平肌腱插入肱三头肌内侧头和肱肌附着点之间的肱骨体（肱骨轴内侧边缘中部的凹陷处）。

### 支配
喙肱肌被来自臂丛神经上干（C5、C6）和中干（C7）前份肌皮神经穿过并受其支配。

### 变异
16%的人的喙肱肌完全分为浅层和深层。 8%的人未完全分开，76%的人没有明显的分层。

## 功能
喙肱肌的功能较弱。在盂肱关节（肩关节）处，它是手臂微弱的屈肌和内收肌。
此外，在外展时，它还能抵抗手臂偏离前方平面。

## 临床意义
过度使用喙肱肌会导致肌肉僵硬。常见的损伤原因有胸部锻炼或需要将手臂紧紧压向身体的活动等，如体操中的吊环练习。
过度使用或损伤喙肱肌的症状是手臂和肩膀疼痛，并可向下放射至手背。在更为严重的病例中，肌皮神经受到卡压，导致前臂外（桡）侧皮肤感觉障碍和肘部屈曲减弱，因为该神经也供应肱二头肌和肱肌，向下延伸为前臂外侧皮神经。
喙肱肌的断裂极为罕见。只有很少的病例报告这是由肌肉收缩时的直接创伤引起的，间接力导致的喙肱肌撕裂则更为罕见。

## 其它图像

喙肱肌的位置（红色）动画
从下方观察的特写。没有显示肋骨
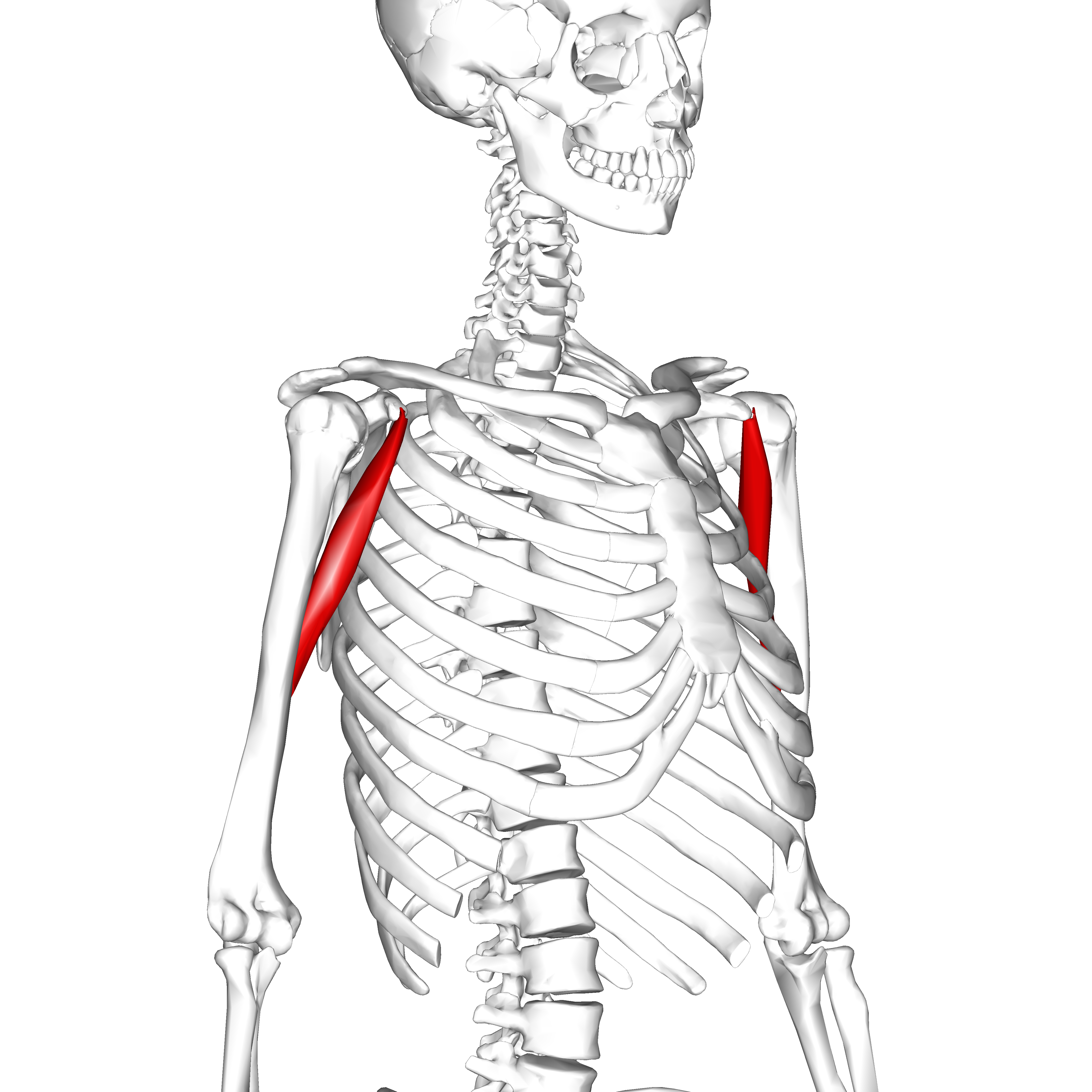
静止图像，侧视图。
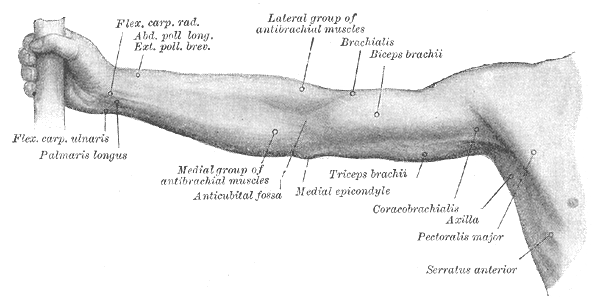
右上肢前部 (喙肱肌标记于右侧底部的第四个)
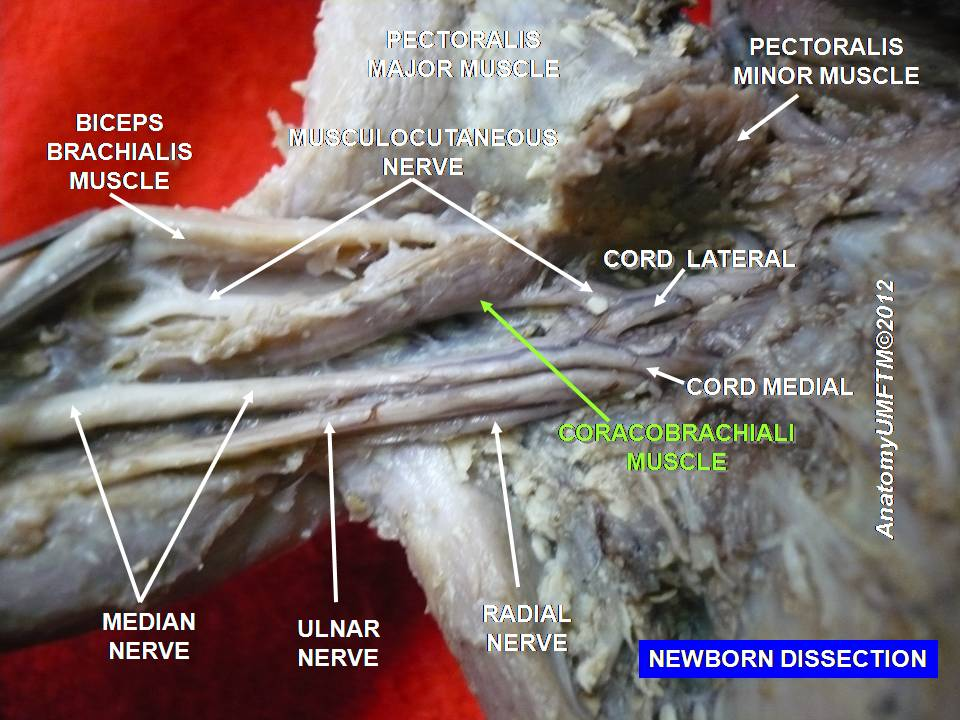
喙肱肌（以绿色文字标识）
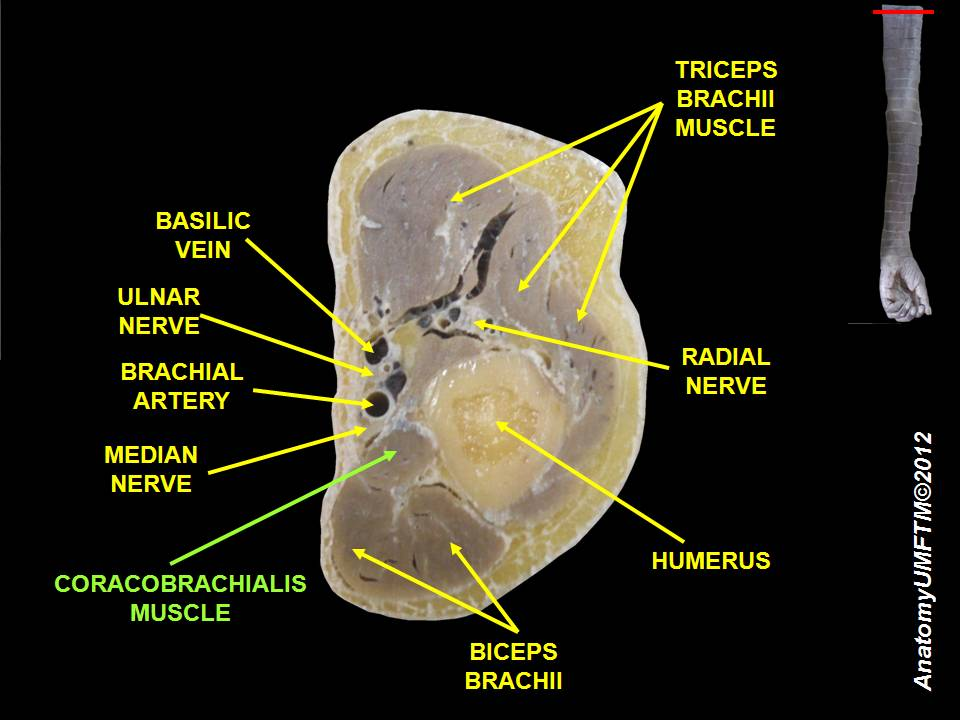
臂部水平断面（喙肱肌以绿色文字标识）
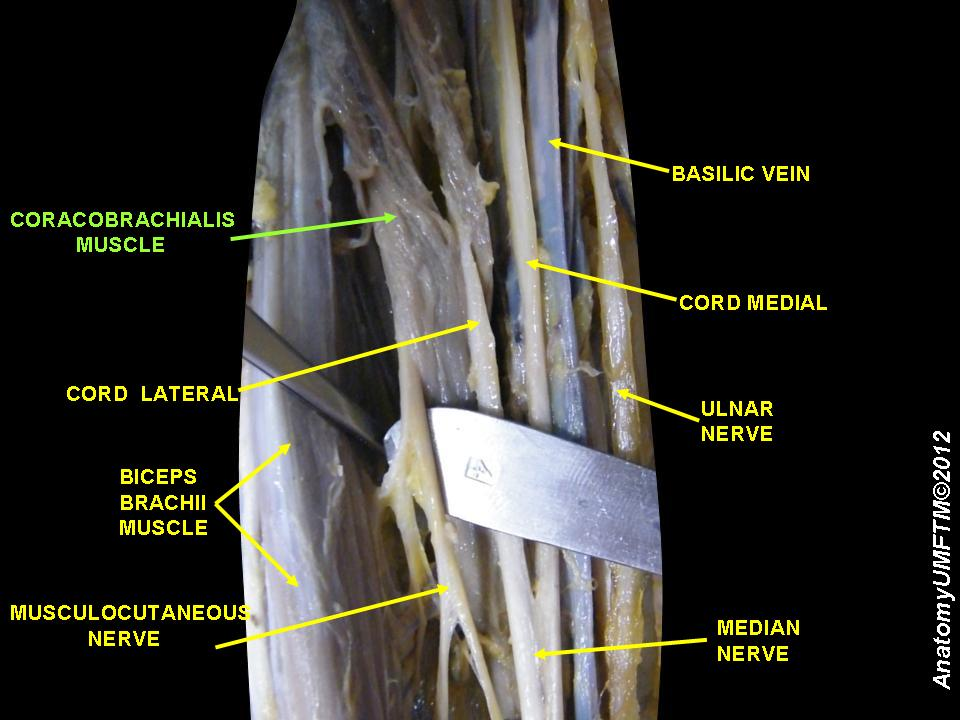
喙肱肌（以绿色文字标识）
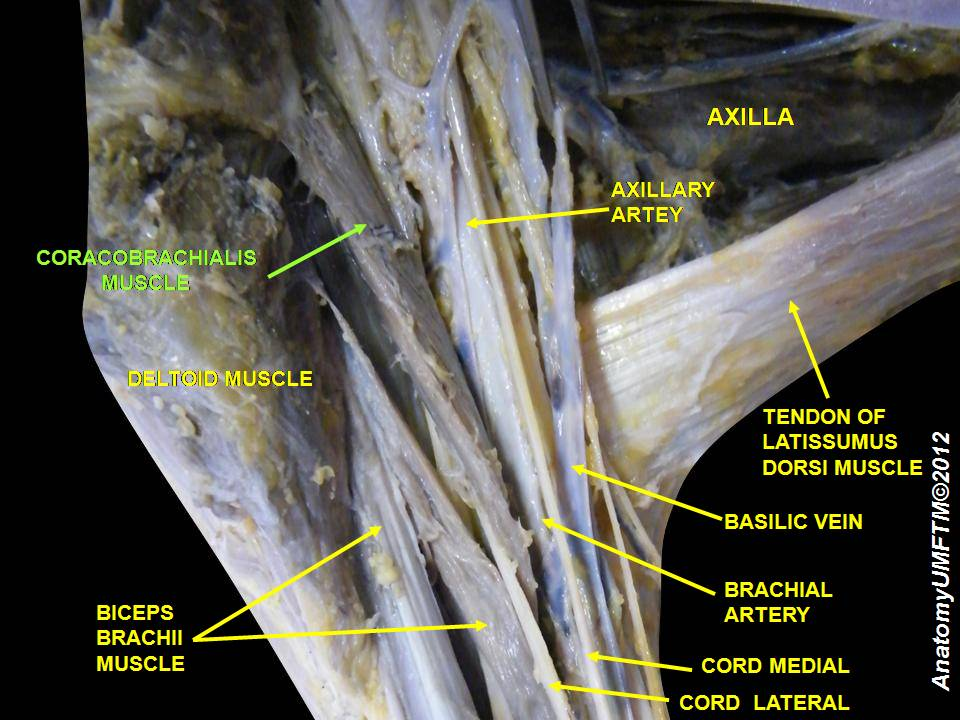
喙肱肌（以绿色文字标识）
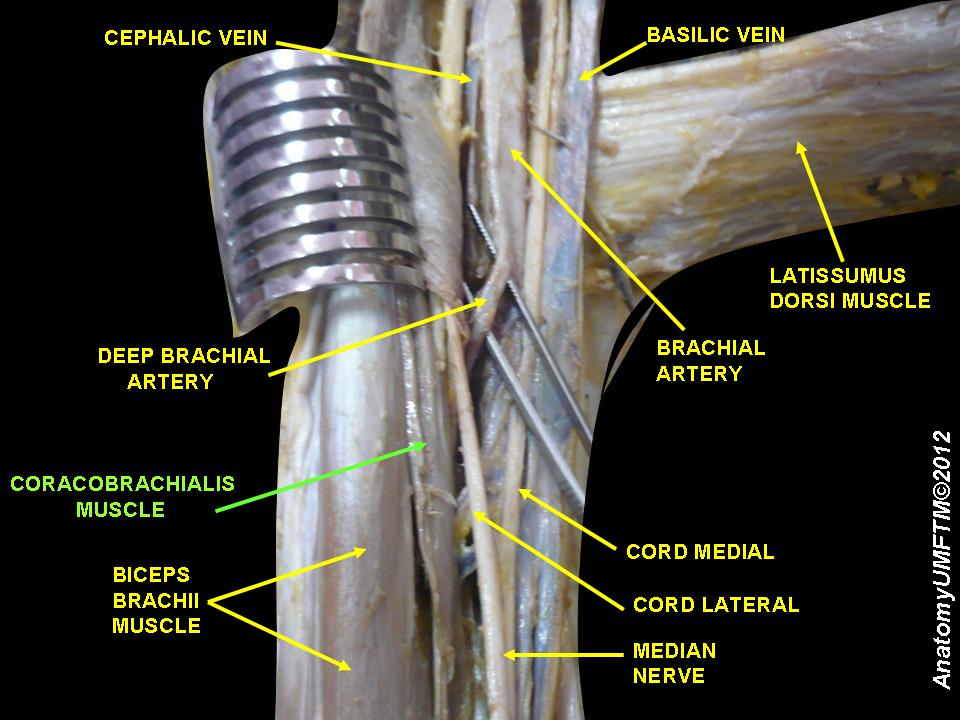
喙肱肌（以绿色文字标识）